# 阿尔泰莫奈
阿尔泰莫奈（法語：Arthémonay，法語發音：[aʁtemɔnɛ]）是法国德龙省的一个市镇，属于瓦朗斯区。

## 地理
阿尔泰莫奈（45°8'36"N, 5°3'17"E）面积5.7 平方千米，位于法国奥弗涅-罗讷-阿尔卑斯大区德龙省，该省份为法国东南部内陆省份，北起顺时针与伊泽尔省、上阿尔卑斯省、上普罗旺斯阿尔卑斯省、沃克吕兹省和阿尔代什省接壤。
与阿尔泰莫奈接壤的市镇（或旧市镇、城区）包括：勒沙隆、克雷波勒、热桑、马尔热斯、佩兰。

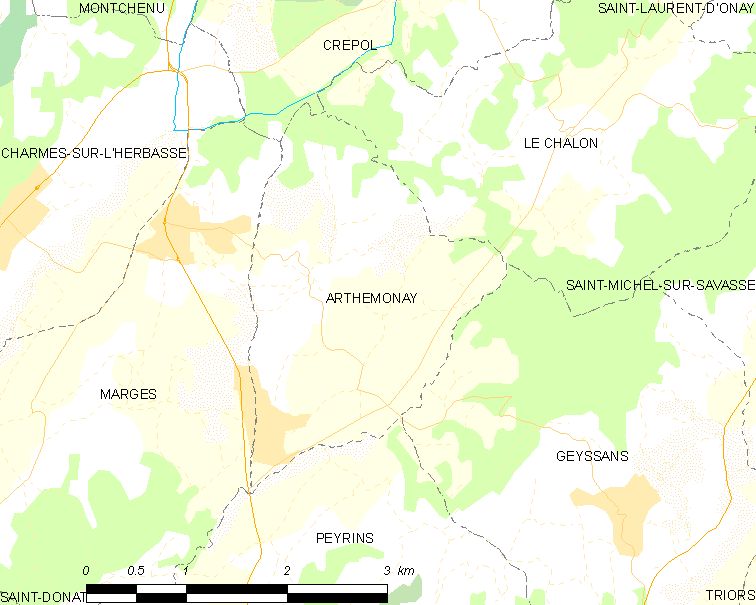
阿尔泰莫奈的OSM定位图

阿尔泰莫奈的时区为UTC+01:00、UTC+02:00（夏令时）。

## 行政
阿尔泰莫奈的邮政编码为26260，INSEE市镇编码为26014。

## 政治
阿尔泰莫奈所属的省级选区为丘陵德龙县。

## 人口

1962-2008年间阿尔泰莫奈人口变化图示

阿尔泰莫奈于2022年1月1日时的人口数量为615人。